# USS San Francisco (SSN-711)
Za druga plovila z istim imenom glejte USS San Francisco.
USS San Francisco (SSN-711) je jedrska jurišna podmornica razreda los angeles.